# A.S. Melfi
Associazione Sportiva Melfi là một câu lạc bộ bóng đá Ý, có trụ sở tại Melfi, Basilicata.

## Lịch sử
Câu lạc bộ được thành lập vào năm 1929. Melfi luôn chơi ở các giải đấu nghiệp dư, trước khi được thăng hạng Serie C2 lần đầu tiên vào năm 2003.
Trong mùa giải 2012-13, câu lạc bộ đã tham gia mùa giải thứ mười một liên tiếp ở giải thứ tư của bóng đá Ý, Lega Pro Seconda Divisione. Đội đã có một mùa giải tốt, kết thúc thứ tám trong số 18 đội. Trong mùa giải 2013-14, họ đã thăng hạng lịch sử lên 2014-15 Lega Pro, giải hạng ba, do sự hợp nhất của hai bộ phận của Lega Pro, cũng như giảm toàn bộ giải đấu từ 69 đội xuống còn 60.

## Màu sắc và huy hiệu
Màu sắc của đội là vàng và xanh lá cây.

## Sân vận động
Sân nhà của Melfi là "Stadio Arturo Valerio" có sức chứa 4.100 người.

## Danh hiệu
- 1 Coppa Italia Regionale: 1992
- 1 thăng hạng lên Serie C2: 2003
- Vị trí thứ 4 ° tại Serie C2: 2006